# Championnats d'Asie de boxe amateur 1975
Navigation
Édition précédente Édition suivante
La 7e édition des championnats d'Asie de boxe amateur s'est déroulée à Yokohama, Japon, du 25 au 28 septembre 1975. 

## Résultats

### Podiums
| Catégories                    | Or                  | Argent                | Bronze                             |
| Poids mi-mouches (-48 kg)     | Chi-Bok Kim         | Noboru Uchiyama       | Syed Abdul Kadir Tada Manasirmwong |
| Poids mouches (-51 kg)        | Fujio Nagai         | Payao Poontarat       | Hee-Yong Kang Vandui Batbayar      |
| Poids coqs (-54 kg)           | Hitoshi Ishigaki    | Renato Fortaleza      | Kim Byung-Jin Manglim Sument       |
| Poids plumes (-57 kg)         | Jong-Man Yu         | Reynaldo Fortaleza    | Takashi Okubo Idwan Anwar          |
| Poids légers (-60 kg)         | Khaidan Altankhuiag | Cyril Jeeris          | Surat Seingloa Takao Miura         |
| Poids super-légers (-63,5 kg) | Akio Kameda         | Sadie Jabbar Mohammad | Qadir Zaman Bakshish Singh         |
| Poids welters (-67 kg)        | Yoshifumi Seki      | Tarshid Antghami      | Ju-Suk Kim Manus Meerat            |
| Poids super-welters (-71 kg)  | Shoichi Yamaguchi   | Damdiniav Bandi       | Satiant Chindasri Chang-Woo Lee    |
| Poids moyens (-75 kg)         | Sung-Chul Kim       | Dashnian Olzwoi       | Siraj Din Kumar Rai                |
| Poids mi-lourds (-81 kg)      | Toshiaki Suzuki     | Chun-Kum Park         | Benny Mantanary Muhammad Iqbal     |
| Poids lourds (+81 kg)         | Parviz Badpa        | Mohamed Aslam         | Ok-Tae Kim Hideharu Yoshimura      |

### Tableau des médailles
| Place | Pays              | Médaille d'or, Asie | Médaille d'argent, Asie | Médaille de bronze, Asie | Total |
| ----- | ----------------- | ------------------- | ----------------------- | ------------------------ | ----- |
| 1     | Japon             | 6                   | 1                       | 3                        | 10    |
| 2     | Corée du Sud      | 3                   | 1                       | 5                        | 9     |
| 3     | Mongolie          | 1                   | 2                       | 1                        | 4     |
| 4     | Iran              | 1                   | 1                       | 0                        | 2     |
| 5     | Philippines       | 0                   | 2                       | 0                        | 2     |
| 6     | Thaïlande         | 0                   | 1                       | 5                        | 6     |
| 7     | Inde              | 0                   | 1                       | 2                        | 3     |
| 8     | Singapour         | 0                   | 1                       | 1                        | 2     |
| 9     | Irak              | 0                   | 1                       | 0                        | 1     |
| 10    | Pakistan          | 0                   | 0                       | 3                        | 3     |
| 11    | Indonésie         | 0                   | 0                       | 2                        | 2     |
| Total | 11 pays médaillés | 11                  | 11                      | 22                       | 44    |